# استثناگرایی آمریکایی

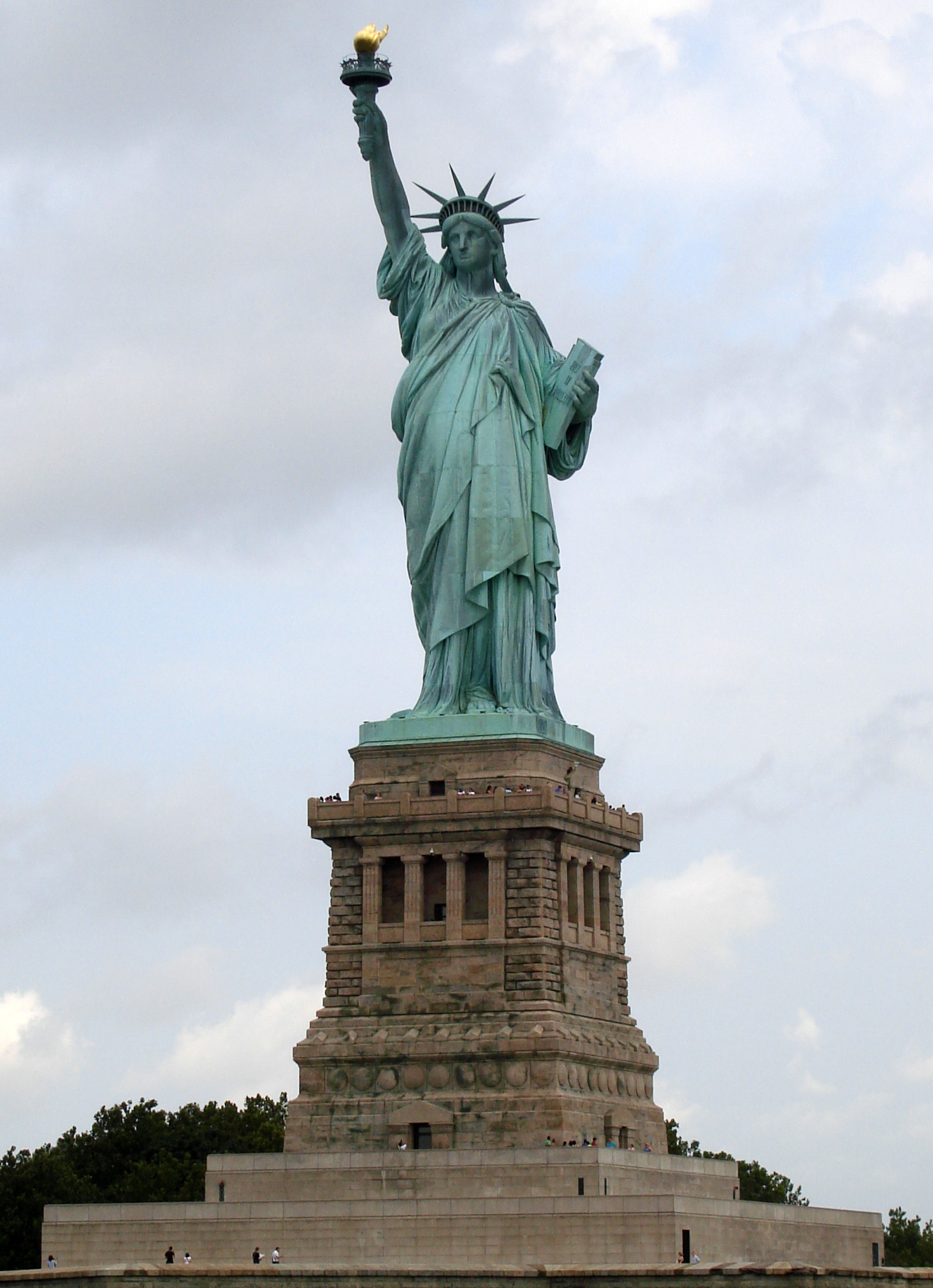
مجسمه آزادی شامل چندین ویژگی است که معمولاً با استثناگرایی آمریکایی مرتبط است: تاریخ اعلام استقلال ایالات متحده، یک غل و زنجیر شکسته که نشان دهنده لغو برده داری است و یک مشعل نماد روشنگری.

استثناگرایی آمریکایی این باور است که ایالات متحده در مقایسه با سایر کشورها یا متمایز، منحصر به فرد یا نمونه است. طرفداران استدلال می‌کنند که ارزش‌ها، نظام سیاسی و توسعه تاریخی ایالات متحده در تاریخ بشر منحصر به فرد است، اغلب با این مفهوم که هم مقدر است و هم حق دارد نقشی متمایز و مثبت در صحنه جهانی ایفا کند.
این در مشاهدات و نوشته‌های دانشمند سیاسی و مورخ فرانسوی الکسیس دو توکویل، به ویژه در مقایسه ایالات متحده با بریتانیای کبیر و زادگاهش فرانسه، سرچشمه می‌گیرد. توکویل اولین نویسنده ای بود که پس از سفرهایش به آنجا در سال 1831 این کشور را «استثنایی» توصیف کرد. اولین استفاده مستند از اصطلاح خاص «استثناگرایی آمریکایی» توسط کمونیست‌های آمریکایی در مناقشات درون کمونیستی در اواخر دهه ۱۹۲۰ است.
سیمور مارتین لیپست ، دانشمند علوم سیاسی، استدلال می‌کند که ایالات متحده از این نظر استثنایی است که از یک رویداد انقلابی شروع شده‌است؛ بنابراین او منشأ استثناگرایی آمریکا را در انقلاب آمریکا دنبال می‌کند، که از آنجا ایالات متحده به عنوان «نخستین ملت جدید» با ایدئولوژی متمایز و مأموریت منحصربه‌فرد برای تغییر جهان ظهور کرد. این ایدئولوژی، که لیپست آن را آمریکایی‌گرایی می‌نامد، اما اغلب از آن با عنوان استثناگرایی آمریکایی نیز یاد می‌شود، مبتنی بر آزادی، برابری‌خواهی، فردگرایی، جمهوری‌خواهی، دموکراسی، و اقتصاد لسه‌فر است. از این اصول گاهی به‌طور جمعی به عنوان «استثناگرایی آمریکایی» یاد می‌شود. به عنوان یک اصطلاح در علوم اجتماعی، استثناگرایی آمریکایی به وضعیت ایالات متحده به عنوان یک نقطه پرت جهانی اشاره دارد. منتقدان این مفهوم ادعا می‌کنند که ایده استثناگرایی آمریکایی نشان می‌دهد که ایالات متحده بهتر از سایر کشورها است، دارای فرهنگ برتر است یا مأموریت منحصر به فردی برای تغییر سیاره و ساکنان آن دارد.

## واژه‌شناسی
مفهوم ایالات متحده به عنوان یک جامعه استثنایی سابقه طولانی دارد، که گاهی به نویسنده فرانسوی الکسیس دو توکویل یا به ایده‌هایی که توسط پدران بنیانگذار ایالات متحده در طول انقلاب آمریکا مورد حمایت قرار گرفته بود، بازمی‌گردد. به عنوان مثال، در اوت ۱۸۶۱، تایمز لندن در بحثی از جنگ داخلی آمریکا به «استثناگرایی» اشاره کرد. با این حال، به نظر می‌رسد اصطلاح خاص «استثناگرایی آمریکایی» در اواخر دهه ۱۹۲۰ از کمونیست‌های آمریکایی سرچشمه گرفته باشد. اولین کاربرد مستندی که فرهنگ لغت انگلیسی آکسفورد به آن اشاره کرده‌است، از Daily Worker، ۲۹ ژانویه ۱۹۲۹ است: این «استثناگرایی» آمریکایی برای کل خط تاکتیکی بین‌الملل کمونیستی که در مورد آمریکا اعمال می‌شود، اعمال می‌شود. به نوبه خود، جوزف استالین، رهبر اتحاد جماهیر شوروی (که احتمالاً از این استفاده قبلی آگاه بود) در بحثی پرتنش با جی لاوستون از حزب کمونیست ایالات متحده، «بدعت استثنایی آمریکا» را محکوم کرد، پس از اینکه لاوستون استدلال‌های دیگر کمونیست‌های آمریکایی را تکرار کرد. مستقل از قوانین مارکسیستی تاریخ است «به دلیل منابع طبیعی، ظرفیت صنعتی و عدم وجود تمایزات طبقاتی سفت و سخت». این اصطلاح بعداً توسط روشنفکران به استفاده عمومی رفت. «استثناگرایی آمریکایی» پس از دهه ۱۹۳۰ به ندرت مورد استفاده قرار گرفت تا اینکه روزنامه‌های آمریکایی در دهه ۱۹۸۰ آن را برای توصیف منحصر به فرد بودن فرهنگی و سیاسی آمریکا رایج کردند.
در سال ۱۹۸۹، ریچارد رز، دانشمند علوم سیاسی اسکاتلندی، خاطرنشان کرد که اکثر مورخان آمریکایی استثنایی گرایی را تأیید می‌کنند، و او استدلال آنها را به شرح زیر پیشنهاد کرد:
آمریکا به سمت درامر متفاوتی می‌رود. منحصر به فرد بودن آن با یک یا همه دلایل مختلف توضیح داده می‌شود: تاریخ، اندازه، جغرافیا، نهادهای سیاسی و فرهنگ. توضیحات رشد دولت در اروپا با تجربه آمریکا مطابقت ندارد و بالعکس.
با این حال، محققان پساملی‌گرا استثنایی‌گرایی آمریکا را رد می‌کنند و استدلال می‌کنند که ایالات متحده از تاریخ اروپا خارج نشده و بر این اساس ، تفاوت‌های طبقاتی و نژاد محور و همچنین امپریالیسم و تمایل به جنگ را حفظ کرده‌است.
در سال‌های اخیر، محققان رشته‌های متعدد و همچنین سیاستمداران و مفسران رسانه‌های سنتی دربارهٔ معنا و سودمندی این مفهوم بحث کرده‌اند. رابرتز و دی کویرچی می‌پرسند:
چرا اسطوره استثناگرایی آمریکا که با اعتقاد به ویژگی‌های بسیار متمایز یا مسیر غیرعادی آمریکا بر اساس فراوانی منابع طبیعی، خاستگاه انقلابی آن و فرهنگ دینی پروتستانی آن که برکت خداوند را از ملت پیش‌بینی می‌کرد، مشخص می‌شود، چنین قدرت ماندگاری فوق‌العاده ای داشته‌است. از تأثیر آن در فرهنگ عامه گرفته تا نقش مهم آن در سیاست خارجی؟
برخی از مورخان از مفهوم استثناگرایی آمریکایی حمایت می‌کنند، اما برای جلوگیری از گرفتار شدن در بحث‌های بلاغی، از اصطلاحات پرهیز می‌کنند. برنارد بیلین، متخصص برجسته استعماری در هاروارد، معتقد به متمایز بودن تمدن آمریکایی بود. اگرچه او به ندرت از عبارت «استثناگرایی آمریکایی» استفاده می‌کرد، اما بر «ویژگی‌های متمایز زندگی بریتانیایی در آمریکای شمالی» پافشاری می‌کرد. او استدلال می‌کرد که فرایند انتقال اجتماعی و فرهنگی منجر به الگوهای خاص آمریکایی آموزش به معنای وسیع کلمه می‌شود و به ویژگی منحصر به فرد انقلاب آمریکا اعتقاد داشت.
این اصطلاح در مبارزات انتخاباتی ریاست جمهوری سال ۲۰۰۸ به موضوع مناقشه میان نامزدهای ریاست جمهوری باراک اوباما و جان مک کین تبدیل شد و مک کین به اوباما به دلیل عدم اعتقاد به این مفهوم حمله کرد.

## تاریخچه مفهوم

### الکسیس دو توکویل و دیگران (۱۸۳۵)
اولین اشاره به این مفهوم با نام، و احتمالاً منشأ آن، توسط نویسنده فرانسوی الکسیس دو توکویل در اثر ۱۸۳۵/۱۸۴۰ دموکراسی در آمریکا بود:
بنابراین موضع آمریکایی‌ها کاملاً استثنایی است و ممکن است این باور وجود داشته باشد که هیچ مردم دموکرات هرگز در چنین موقعیتی قرار نخواهند گرفت. منشأ کاملاً پیورتانیستی آنها، عادات منحصراً تجاری آنها، حتی کشوری که در آن زندگی می‌کنند، که به نظر می‌رسد ذهن آنها را از تعقیب علم، ادبیات و هنر منحرف می‌کند، نزدیکی به اروپا، که به آنها اجازه می‌دهد از این کارها بی‌توجهی کنند، بدون اینکه دوباره به وحشی گری تبدیل شوند. هزاران علت خاص، که من تنها توانستم به مهم‌ترین آنها اشاره کنم، به‌طور منحصر به فردی برای تثبیت ذهن آمریکایی‌ها به موضوعات کاملاً عملی موافق بوده‌اند. به نظر می‌رسد که علایق، خواسته‌هایش، تحصیلات و همه چیز در مورد او در کشاندن بومیان ایالات متحده به سوی زمین متحد می‌شوند. دین او به تنهایی به او دستور می‌دهد که هر از گاهی نگاهی گذرا و پریشان به بهشت بنگرد. پس بیایید از نگریستن به همه کشورهای دموکراتیک تحت الگوی مردم آمریکا دست برداریم.
کامن می‌گوید که بسیاری از نویسندگان خارجی از جمله کارل مارکس، فرانسیس لیبر، هرمان ادوارد فون هولست، جیمز برایس، اچ‌جی ولز، جی‌کی چسترتون و هیلر بلوک دربارهٔ استثنایی‌گرایی آمریکایی اظهار نظر کردند و آنها این کار را به صورت تعریفی انجام دادند. این موضوع به ویژه در کتاب‌های درسی رایج شد. از دهه ۱۸۴۰ تا اواخر قرن ۱۹، مک گافی ریدرز ۱۲۰ میلیون نسخه فروخت و توسط اکثر دانشجویان آمریکایی مورد مطالعه قرار گرفت. Skrabec (2009) استدلال می‌کند که خوانندگان «استثناگرایی آمریکایی، سرنوشت آشکار و آمریکا را به عنوان کشور خدا ستودند… علاوه بر این، مک گافی آمریکا را مأموریت آینده برای آوردن آزادی و دموکراسی به جهان می‌دانست.»

روزنامه گزارش الحاق جمهوری هاوایی در سال ۱۸۹۸. استثناگرایی آمریکایی از طریق ایدئولوژی سرنوشت آشکار به گسترش آمریکا دامن زده‌است.

### بحث کمونیستی (۱۹۲۷)
در ژوئن ۱۹۲۷، جی لاوستون، رهبر حزب کمونیست ایالات متحده آمریکا که به زودی به عنوان دبیرکل معرفی خواهد شد، منحصر به فرد بودن اقتصادی و اجتماعی آمریکا را توصیف کرد. او به قدرت روزافزون سرمایه‌داری آمریکا و «قدرت ذخیره فوق‌العاده» این کشور اشاره کرد و گفت که هر دو از یک انقلاب کمونیستی جلوگیری کردند. در اواسط سال ۱۹۲۹، جوزف استالین، رهبر شوروی، با ناباوری که آمریکا در برابر انقلاب بسیار مقاوم است، عقاید لاوستون را به عنوان «بدعت استثنایی آمریکا» محکوم کرد، که احتمالاً اشاره ای به مقاله منتشر شده در روزنامه دیلی ورکر بود. اوایل همان سال به نظر می‌رسد که رکود بزرگ در ایالات متحده بر استدلال استالین تأکید می‌کند که سرمایه‌داری آمریکایی تحت قوانین کلی مارکسیسم قرار می‌گیرد. در ژوئن ۱۹۳۰، در جریان کنوانسیون ملی حزب کمونیست ایالات متحده آمریکا در نیویورک، اعلام شد: «طوفان بحران اقتصادی در ایالات متحده خانه استثنایی آمریکا و کل سیستم تئوری‌ها و توهمات فرصت طلبانه را منهدم کرد. که بر پایه «شکوفایی» سرمایه‌داری آمریکایی بنا شده بود.»

### آمریکا در مورمونیسم
کلیسای عیسی مسیح قدیسین روزهای آخر (کلیسای LDS) معتقد است که قاره آمریکا، از جمله ایالات متحده، مکانی منحصر به فرد است، که توسط مردمی برگزیده سکنه شده‌است و بومیان آمریکا، حداقل تا حدی، متشکل از لامانی‌ها و مورمون‌ها برای سرنوشتی منحصر به فرد، پیوند ایالات متحده را به سرزمین موعود کتاب مقدس در کتاب مورمون، با قانون اساسی ایالات متحده که الهام گرفته از الهی است. جوزف اسمیت استدلال کرد که اورشلیم جدید هزار ساله در آمریکا ساخته می‌شد (مقاله دهم ایمان) و خدا را گزارش داد که می‌گوید: «این درست نیست که کسی در اسارت یکدیگر باشد. و برای این منظور، من قانون اساسی این سرزمین را، به دست خردمندانی که آنها را برای همین هدف بلند کردم، ایجاد کردم، و زمین را با ریختن خون نجات دادم.» (D&C 101:79-80).
اگرچه به‌طور رسمی توسط کلیسای LDS اجتناب می‌شود، مورمون‌های بنیادگرا به پیش‌گویی اسب سفید اعتقاد دارند، که استدلال می‌کند مورمون‌ها کسانی هستند که از قانون اساسی خواسته می‌شوند تا آن‌طور که «به یک نخ» آویزان است، حفظ کنند.

### منحصر به فرد بودن
به‌طور کلی، آمریکایی‌ها «یگانه بودن» ملی را در نظر گرفته‌اند. دوروتی راس مورخ به سه جریان مختلف در خصوص ویژگی‌های منحصر به فرد اشاره می‌کند.
1. برخی از پروتستان‌ها معتقد بودند که پیشرفت آمریکا بازگشت عیسی مسیح و هزاره مسیحی را تسهیل می‌کند.[۳۱]
2. برخی از مورخان قرن نوزدهم آزادی آمریکا را با توسعه آزادی در انگلستان آنگلوساکسون مرتبط می‌دانند. [۳۲]
3. دیگر نویسندگان آمریکایی به «نوایی هزاره ای» آمریکا نگاه کردند. هنری نش اسمیت بر موضوع «سرزمین بکر» در مرزهای آمریکا تأکید کرد که نوید گریز از فروپاشی جمهوری‌های قبلی را می‌داد.[۳۳] [۳۴]

### دولت اوباما و بعد از آن
در آوریل ۲۰۰۹، باراک اوباما، رئیس‌جمهور ایالات متحده، در پاسخ به سؤال یک روزنامه‌نگار در استراسبورگ، با این بیانیه گفت: من به استثناگرایی آمریکایی اعتقاد دارم، همان‌طور که گمان می‌کنم بریتانیایی‌ها به استثناگرایی بریتانیا و یونانی‌ها به استثناگرایی یونانی اعتقاد دارند. اوباما در ادامه خاطرنشان کرد: «من هیچ تناقضی بین این باور نمی‌بینم که آمریکا نقش خارق‌العاده‌ای در هدایت جهان به سوی صلح و رفاه دارد و تشخیص اینکه رهبری تکلیف است، به توانایی ما برای ایجاد مشارکت بستگی دارد، زیرا ما به تنهایی نمی‌توانیم این مشکلات را حل کنیم. "
میت رامنی به بیانیه اوباما حمله کرد و استدلال کرد که این بیانیه نشان می‌دهد اوباما به استثناگرایی آمریکایی اعتقاد ندارد. مایک هاکبی فرماندار سابق آرکانزاس گفت: «جهان‌بینی اوباما به‌طور چشمگیری با هر رئیس‌جمهوری، جمهوری‌خواه یا دموکرات، متفاوت است… او بیشتر به عنوان یک جهانی گرا بزرگ شد تا یک آمریکایی. انکار استثناگرایی آمریکا در اصل نفی قلب و روح این ملت است.»
اوباما در سخنرانی خود در مورد بحران سوریه در ۱۰ سپتامبر ۲۰۱۳ گفت: «با این حال، وقتی با تلاش و ریسک اندک بتوانیم جلوی مرگ کودکان را بگیریم و از این طریق فرزندانمان را در درازمدت ایمن تر کنیم. ما باید عمل کنیم… این چیزی است که آمریکا را متفاوت می‌کند. این چیزی است که ما را استثنایی می‌کند.»
در پاسخی مستقیم روز بعد، ولادیمیر پوتین، رئیس‌جمهور روسیه، مقاله ای را در نیویورک تایمز منتشر کرد که در آن توضیح داد: «تشویق مردم به اینکه خود را استثنایی ببینند، صرف نظر از انگیزه، بسیار خطرناک است… همه ما با هم فرق داریم، اما وقتی از خداوند طلب نعمت می‌کنیم، نباید فراموش کنیم که خداوند ما را برابر آفریده‌است.»
نظرات پوتین به زودی توسط رئیس‌جمهور آینده دونالد ترامپ تأیید شد و او این مقاله را «شاهکار» خواند. «شما این اصطلاح را زیبا می‌دانید، اما ناگهان می‌گویید، اگر در آلمان یا ژاپن یا هر یک از ۱۰۰ کشور باشید چه؟ ترامپ گفت: شما این اصطلاح را دوست نخواهید داشت. این بسیار توهین آمیز است و پوتین در این مورد به او گفت.»
برخی از مفسران چپ‌گرای آمریکایی با موضع ترامپ موافق هستند. یکی از نمونه‌ها شرل شونینگر، یکی از بنیانگذاران بنیاد آمریکای جدید است که در سمپوزیوم مجله Nation در سال ۲۰۱۶ اظهار داشت: «ترامپ با پایان دادن به پروژه جهانی نئولیبرال/نئومحافظه‌کار که هیلاری کلینتون و بسیاری از جمهوری‌خواهان از آن حمایت می‌کنند، استثناگرایی آمریکا را بازتعریف می‌کند. " با این حال، ترامپ همچنین از سیاست «اول آمریکا» با تأکید بر ناسیونالیسم و یکجانبه گرایی آمریکایی، هرچند با تأکید بیشتر بر عدم مداخله گرایی، حمایت کرده‌است.
استثناگرایی آمریکایی از سال ۲۰۱۲ به عنوان یک پلتفرم حزب جمهوری‌خواه مطرح شده‌است پلتفرم تصویب شده در سال ۲۰۱۶ آن را به عنوان «این مفهوم که ایده‌ها و اصول ما به عنوان یک ملت به ما جایگاه منحصر به فردی از رهبری اخلاقی می‌دهد» تعریف می‌کند و تأیید می‌کند که بنابراین ایالات متحده باید «موقعیت طبیعی خود را به عنوان رهبر جهان آزاد بازپس گیرد.»
این اصطلاح توسط معاون رئیس‌جمهور سابق ایالات متحده ، دیک چنی در سال ۲۰۱۵ در کتاب استثنایی: چرا جهان به آمریکای قدرتمند نیاز دارد، پذیرفته شد.

## علل در بافت تاریخی
محققان توجیهات ممکن برای مفهوم استثناگرایی آمریکایی را بررسی کرده‌اند.

### عدم وجود فئودالیسم
بسیاری از محققان از مدل استثناگرایی آمریکایی که توسط دانشمند علوم سیاسی دانشگاه هاروارد، لوئیس هارتز ابداع شده‌است، استفاده می‌کنند. هارتز در سنت لیبرال در آمریکا (۱۹۵۵) استدلال کرد که سنت سیاسی آمریکا فاقد عناصر چپ/سوسیالیست و راست/اشرافی است که در اروپا تسلط داشتند، زیرا آمریکای استعماری فاقد سنت‌های فئودالی بود، مانند کلیساهای تأسیس شده، املاک زمین، و اشراف ارثی در نتیجه، سیاست آمریکا حول سنت لیبرالیسم «لاکین» توسعه یافت. اگرچه برخی از شیوه‌های اروپایی با منشأ فئودالی، مانند نخست‌زادگی، به آمریکا منتقل شد، اما هارتز استدلال کرد که لغو آنها در طول انقلاب آمریکا تنها لیبرالیسم ایالات متحده را تأیید می‌کند.
مکتب «اجماع لیبرال» که دیوید پاتر، دانیل بورستین و ریچارد هافستادتر نمونه آن بودند، به پیروی از هارتز تأکید کرد که درگیری‌های سیاسی در تاریخ آمریکا در محدوده‌های تنگاتنگ این سنت لیبرال، به‌ویژه در مورد مالکیت خصوصی، حقوق فردی و دولت نماینده باقی مانده‌است. دولت ملی که ظهور کرد بسیار کمتر از همتایان اروپایی خود متمرکز یا ملی بود.
با این حال، برخی از محققان در مورد غایب فئودالیسم در آمریکا بحث کرده‌اند. شلدون وولین استدلال کرده‌است که انقلاب آمریکا واکنشی در برابر افزایش تمرکز توسط دولت بریتانیا بود، در حالی که کارن اورن ادعا کرده‌است که جنبه‌هایی از قانون استخدام فئودالی در آمریکا تا اواخر دهه ۱۹۳۰ ادامه داشت. جیمز تی کلوپنبرگ از هارتز انتقاد کرده‌است که سیاست آمریکا را یک اجماع لیبرال می‌داند و استدلال می‌کند که این امر تاریخ ایالات متحده را بیش از حد ساده می‌کند. از سوی دیگر، کاترین ا. هالند، ضمن پذیرش انتقادات دیگر از هارتز، استدلال کرده‌است که این یک تفسیر نادرست است و هارتز به شکاف در سیاست آمریکا (هرچند شکاف در لیبرالیسم) اذعان دارد.

### ریشه‌های پیوریتن و وعده پروتستانی
بخش‌هایی از استثناگرایی آمریکایی را می‌توان در ریشه‌های پیوریتن آمریکایی جستجو کرد. بسیاری از پیوریتن‌ها با گرایش‌های آرمینیایی، حد وسطی را میان جبر سخت کالوینیستی و الهیات کمتر محدودکننده مشیت الهی پذیرفتند. آنها معتقد بودند که خداوند با قوم آنها عهد بسته‌است و آنها را انتخاب کرده‌است تا الگویی برای سایر ملل روی زمین باشد. یکی از رهبران پیوریتن، جان وینتروپ، این ایده را به صورت استعاری به عنوان " شهری بر تپه" بیان کرد: جامعه پیوریتن نیوانگلند باید به عنوان الگویی برای بقیه جهان عمل کند. این استعاره اغلب توسط طرفداران استثناگرایی استفاده می‌شود. ارزش‌های اخلاقی پیوریتن‌ها برای قرن‌ها جزء هویت ملی باقی مانده‌است.
در این زمینه، مکس وبر پیشگام در ترسیم ارتباط بین سرمایه‌داری و استثنایی بود.[نیازمند یادکرد] اریک لوئیس اولمان از دانشگاه نورث وسترن استدلال می‌کند که ارزش‌های پیوریتن در نهایت توسط همه آمریکایی‌های دیگر پذیرفته شد. کوین ام. شولتز تأکید می‌کند که چگونه به آمریکا کمک کردند تا به وعده پروتستانی خود، به ویژه کاتولیک‌ها و یهودیان، عمل کند.

### انقلاب آمریکا و جمهوری‌خواهی
ایده‌هایی که انقلاب آمریکا را به وجود آورد، از سنت جمهوری‌خواهی که توسط جریان اصلی بریتانیا رد شده بود، نشأت می‌گرفت. مورخ گوردون اس وود استدلال کرده‌است: «اعتقادات ما به آزادی، برابری، مشروطیت، و رفاه مردم عادی از دوران انقلاب بیرون آمده‌است. ایده ما نیز این بود که ما آمریکایی‌ها مردمی ویژه هستیم که سرنوشت ویژه‌ای برای هدایت جهان به سوی آزادی و دموکراسی داریم.» وود خاطرنشان می‌کند که این اصطلاح «در حال حاضر بسیار مورد بدگویی» است اگرچه توسط دیگرانی مانند جان باتلر به شدت حمایت می‌شود.
عقل سلیم توماس پین برای اولین بار این باور را بیان کرد که آمریکا نه تنها امتداد اروپا بلکه سرزمینی جدید و کشوری با پتانسیل و فرصت تقریباً نامحدود است که از کشور مادر بریتانیا بزرگتر شده‌است. این احساسات پایه‌های فکری مفهوم انقلابی استثناگرایی آمریکایی را پایه‌ریزی کردند و با جمهوری‌خواهی گره خوردند، این باور که حاکمیت متعلق به مردم است، نه یک طبقه حاکم موروثی.
آزادی مذهبی انقلاب آمریکا را به شیوه‌های منحصربه‌فردی مشخص می‌کرد، زمانی که اکثر کشورهای بزرگ دارای مذاهب دولتی بودند. جمهوری‌خواهی، به رهبری توماس جفرسون و جیمز مدیسون، جمهوری‌خواهی مشروطه مدرن را ایجاد کرد که اختیارات کلیسایی را محدود می‌کند. مورخ توماس کید (۲۰۱۰) استدلال می‌کند، «با شروع بحران انقلابی، یک تغییر مفهومی قابل توجه آمریکایی‌ها را در سراسر طیف الهیات متقاعد کرد که خدا آمریکا را برای هدف خاصی بزرگ کرده‌است.» کید بیشتر استدلال می‌کند که «ترکیب جدیدی از ایدئولوژی مسیحی و جمهوری‌خواه، سنت‌گرایان مذهبی را به پذیرش کلی مفهوم فضیلت جمهوری‌خواه سوق داد».

### جفرسون و امپراتوری آزادی
به گفته تاکر و هندریکسون (۱۹۹۲)، جفرسون بر این باور بود که آمریکا "حامل دیپلماسی جدیدی است که بر پایه اعتماد مردمی آزاد و با فضیلت بنا شده‌است، که اهدافی مبتنی بر حقوق طبیعی و جهانی انسان را با ابزارهای فراری تضمین می‌کند. جنگ و مفاسد آن». جفرسون به دنبال فاصله‌ای رادیکال از تأکید سنتی اروپا بر «عقل دولت» بود که می‌توانست هر اقدامی را توجیه کند، و اولویت معمول سیاست خارجی و نیازهای خاندان حاکم بر مردم را توجیه می‌کرد.
جفرسون تصور می‌کرد که آمریکا تبدیل به " امپراتوری آزادی " بزرگ جهان، مدلی برای دموکراسی و جمهوری‌خواهی شد. او ملت خود را به عنوان چراغی برای جهان معرفی کرد، همان‌طور که در هنگام خروج از ریاست جمهوری در سال ۱۸۰۹ گفت: "امانت به سرنوشت این جمهوری منزوی جهان، تنها یادگار حقوق بشر، و تنها سپرده آتش مقدس است. آزادی و خودمختاری، از این رو باید در مناطق دیگر زمین روشن شود، اگر نواحی دیگر زمین مستعد تأثیرات خوش‌خیم آن شوند.»

## مبنای استدلال
مریلین بی یانگ استدلال می‌کند که پس از پایان جنگ سرد در سال ۱۹۹۱، روشنفکران و سیاست گذاران نئومحافظه‌کار ایده «امپراتوری آمریکایی» را پذیرفتند، که یک مأموریت ملی برای برقراری آزادی و دموکراسی در سایر کشورها، به ویژه کشورهای فقیر بود. او استدلال می‌کند که پس از حملات تروریستی ۱۱ سپتامبر ۲۰۰۱، دولت جورج دبلیو بوش سیاست خارجی خود را به اصرار بر حفظ قدرت عالی نظامی و اقتصادی آمریکا تغییر جهت داد، نگرشی که با دیدگاه جدید امپراتوری آمریکا هماهنگ بود. یانگ می‌گوید که جنگ عراق (۲۰۰۳–۲۰۱۱) نمونه ای از استثناگرایی آمریکا بود.
در سال ۲۰۱۲، مورخان محافظه‌کار لری شویکارت و دیو دوگرتی استدلال کردند که استثناگرایی آمریکایی بر چهارپایه استوار است: (۱) حقوق عمومی. (۲) فضیلت و اخلاق موجود در مسیحیت پروتستان. (۳) سرمایه‌داری بازار آزاد. و (۴) حرمت مالکیت خصوصی.
در کتابی در سال ۲۰۱۵ با عنوان استثنایی: چرا جهان به آمریکای قدرتمند نیاز دارد، دیک چنی ، معاون رئیس‌جمهور سابق ایالات متحده، استثنایی گرایی آمریکا را مطرح می‌کند و استدلال می‌کند: «به قول لینکلن، ما آخرین و بهترین امید زمین هستیم. ' ما فقط یک ملت بیشتر نیستیم، یک موجودیت مشابه در صحنه جهانی. ما برای حفظ و پیشرفت آزادی ضروری بوده‌ایم، و کسانی که ما را در سال‌های پیش رو رهبری می‌کنند، باید نقش منحصربه‌فردی را که بازی می‌کنیم، مانند روزولت، کندی و ریگان به ما یادآوری کنند. نه آنها و نه ما هرگز نباید فراموش کنیم که ما در واقع استثنایی هستیم.»

### اخلاق و ایده‌های جمهوری‌خواه در مورد ملیت
طرفداران استثناگرایی آمریکایی استدلال می‌کنند که ایالات متحده از این جهت استثنایی است که بر اساس مجموعه‌ای از آرمان‌های جمهوری‌خواهانه بنا شده‌است تا میراث مشترک، قومیت یا نخبگان حاکم. در فرمول‌بندی پرزیدنت آبراهام لینکلن در سخنرانی گتیزبورگ، آمریکا ملتی است که «در آزادی تصور شده و به این گزاره اختصاص داده شده‌است که همه انسان‌ها برابر آفریده شده‌اند». به تعبیر لینکلن، آمریکا به‌طور جدایی ناپذیری با آزادی و برابری پیوند خورده‌است، و مأموریت آمریکا این است که اطمینان حاصل کند که «دولت مردم، توسط مردم، برای مردم، از روی زمین از بین نرود». مورخ تی. هری ویلیامز استدلال می‌کند که لینکلن معتقد بود:
در ایالات متحده انسان جامعه ای را ایجاد می‌کند که بهترین و شادترین جامعه در جهان باشد. ایالات متحده عالی‌ترین نمایش دموکراسی بود. با این حال، اتحادیه فقط برای آزاد کردن مردان در آمریکا وجود نداشت. این مأموریت حتی بزرگ‌تر داشت - آزاد کردن آنها در همه جا. آمریکا با نیروی مثال خود، دموکراسی را به جهانی غیر دموکراتیک خواهد آورد.
مشخصه سیاست‌های آمریکا از بدو پیدایش سیستم فدرالیسم (بین ایالت‌ها و دولت فدرال) و کنترل و تعادل (در میان قوای مقننه، مجریه و قضاییه) بوده‌است که برای جلوگیری از هر جناح، منطقه یا دولت طراحی شده‌است. از قوی شدن بیش از حد اندام برخی از طرفداران نظریه استثناگرایی آمریکایی استدلال می‌کنند که سیستم و بی‌اعتمادی همراه با آن به قدرت متمرکز، مانع از رنج بردن ایالات متحده از «استبداد اکثریت» می‌شود، دموکراسی جمهوری‌خواهانه آزاد را حفظ می‌کند و به شهروندان اجازه می‌دهد در محلی زندگی کنند که قوانین آن منعکس‌کننده است. ارزش‌های آن رای‌دهندگان پیامد نظام سیاسی این است که قوانین می‌توانند به‌طور گسترده در سراسر کشور متفاوت باشند. منتقدان استثناگرایی آمریکایی معتقدند که این سیستم صرفاً قدرت اکثریت فدرال بر ایالت‌ها را با قدرت ایالت‌ها بر نهادهای محلی جایگزین می‌کند. درمقابل، نظام سیاسی آمریکا مسلماً اجازه سلطه محلی بیشتر را می‌دهد، اما از تسلط داخلی بیشتر از یک سیستم واحدتر جلوگیری می‌کند.
اریک فونر، مورخ، مسئله شهروندی حق اولاد را مورد بررسی قرار داده‌است، شرط اصلاحیه چهاردهم (۱۸۶۸) که هر کسی را که در ایالات متحده متولد می‌شود یک شهروند کامل می‌کند. او استدلال می‌کند که:
حق شهروندی به عنوان نمونه ای از ایده بسیار مورد سوء استفاده از استثناگرایی آمریکایی است… شهروندی حق تولد ایالات متحده (همراه با کانادا) را در جهان توسعه یافته منحصر به فرد می‌کند. هیچ کشور اروپایی این اصل را به رسمیت نمی‌شناسد.

### رهبری جهانی و کنشگری
هارولد هونجو کوه، رئیس دانشکده حقوق ییل، آنچه را که به گفته وی «مهم‌ترین احترامی است که ایالات متحده در آن واقعاً استثنایی بوده‌است، در مورد امور بین‌الملل، حقوق بین‌الملل، و ارتقای حقوق بشر شناسایی کرده‌است: یعنی رهبری برجسته و فعال جهانی آن. " اون بحث می‌کند:
تا به امروز، ایالات متحده تنها ابرقدرتی است که قادر است، و گاهی مایل است، منابع واقعی را متعهد کند و قربانی‌های واقعی برای ساختن، حفظ و به حرکت درآوردن یک سیستم بین‌المللی متعهد به قوانین بین‌المللی، دموکراسی و ارتقای حقوق بشر داشته باشد. تجربه نشان می‌دهد که وقتی ایالات متحده در زمینه حقوق بشر، از نورنبرگ تا کوزوو، پیشتاز است، کشورهای دیگر نیز از آن پیروی می‌کنند.
پگی نونان، کارشناس سیاسی آمریکایی، در وال استریت ژورنال نوشت: «آمریکا استثنایی نیست، زیرا مدت‌ها تلاش کرده‌است که نیروی خوبی در جهان باشد، بلکه سعی می‌کند نیرویی برای خیر باشد، زیرا استثنایی است».
معاون رئیس‌جمهور سابق ایالات متحده ، دیک چنی، مفهوم رهبری جهانی ایالات متحده را در کتابی در سال ۲۰۱۵ دربارهٔ سیاست خارجی آمریکا، استثنایی: چرا جهان به یک آمریکای قدرتمند نیاز دارد، که به همراه دخترش، لیز چنی، یکی از مقامات سابق وزارت ایالات متحده نوشته شده‌است، بررسی می‌کند. دولت.

### روح مرزی
طرفداران استثناگرایی آمریکایی اغلب ادعا می‌کنند که بسیاری از ویژگی‌های «روح آمریکایی» در فرایند مرزی شکل گرفته‌است. با پیروی از تز مرزی فردریک جکسون ترنر، آنها استدلال می‌کنند که مرزهای آمریکا به فردگرایی اجازه داد تا زمانی که پیشگامان دموکراسی و برابری را پذیرفتند و نهادهای اروپایی با قدمت چند صد ساله مانند سلطنت، ارتش‌های پایدار، کلیساهای تأسیس شده، و اشراف زمینی که مالک اکثریت بود، شکوفا شود. سرزمین. با این حال، تجربه مرزی کاملاً منحصر به ایالات متحده نبود. کشورهای دیگر مرزهایی داشتند بدون اینکه آنها به همان اندازه مرزهای آمریکا را شکل دهند، معمولاً به این دلیل که تحت کنترل یک دولت ملی قوی بودند. آفریقای جنوبی، روسیه، برزیل، آرژانتین، کانادا و استرالیا مرزهای طولانی داشتند، اما «زمین آزاد» و کنترل محلی نداشتند. محیط‌های سیاسی و فرهنگی بسیار متفاوت بود، زیرا مرزهای دیگر نه شامل مالکیت گسترده زمین‌های آزاد بود و نه به مهاجران اجازه می‌داد تا حکومت‌های محلی و استانی را کنترل کنند، همان‌طور که در آمریکا اتفاق افتاد. لبه آنها به روان ملی آنها شکل نداد. هر ملتی تجربیات مرزی کاملاً متفاوتی داشت. به عنوان مثال، بوئرهای هلندی در آفریقای جنوبی در جنگ از بریتانیا شکست خوردند. در استرالیا، «همبستگی» و کار با هم بیشتر از فردگرایی در ایالات متحده ارزش داشت.

### تحرک و رفاه
در بیشتر تاریخ خود، به ویژه از اواسط قرن ۱۹ تا اوایل قرن ۲۰، ایالات متحده به عنوان «سرزمین فرصت‌ها» شناخته شده‌است و از این نظر به این موضوع افتخار می‌کند که فرصت فرار از این کشور را برای افراد فراهم می‌کند. زمینه‌های پیشینه طبقاتی و خانوادگی آنها. نمونه‌هایی از آن تحرک اجتماعی عبارتند از:
- شغلی: کودکان به راحتی می‌توانند مشاغلی را انتخاب کنند که بر اساس انتخاب والدینشان نباشد.[۸۰]
- فیزیکی: موقعیت جغرافیایی ایستا دیده نمی‌شد و شهروندان اغلب آزادانه در فواصل طولانی بدون مانع نقل مکان می‌کردند.[۸۱]
- وضعیت: مانند بسیاری از کشورها، موقعیت خانوادگی و ثروت اغلب وسیله ای برای ماندن در یک حلقه اجتماعی بالاتر بود. آمریکا به‌طور مشخص غیرعادی بود، زیرا این حکمت پذیرفته شده بود که هر کسی، از مهاجران فقیر به بالا، که سخت کار می‌کردند، بدون توجه به شرایط تولد، می‌توانست به جایگاهی مشابه دست یابد. این آرزو را معمولاً زندگی در رویای آمریکایی می‌نامند. جزئیات تولد به عنوان یک مانع اجتماعی برای سطوح بالا یا موقعیت سیاسی بالا در فرهنگ آمریکایی تلقی نمی‌شد. این در مقایسه با کشورهای دیگر بود که در آنها بسیاری از ادارات بزرگتر از نظر اجتماعی تعیین شده بودند و معمولاً ورود به آن دشوار است مگر اینکه فردی در گروه اجتماعی مناسب متولد شود.[۸۲]

با این حال، تحرک اجتماعی در ایالات متحده کمتر از برخی از کشورهای اتحادیه اروپا است، اگر با حرکت درآمد تعریف شود. مردان آمریکایی متولد شده در پایین‌ترین پنجک درآمد، بسیار بیشتر از افراد مشابه در کشورهای شمال اروپا یا بریتانیا، در آنجا باقی می‌مانند. با این حال، بسیاری از اقتصاددانان، مانند N. Gregory Mankiw، اقتصاددان هاروارد، اظهار می‌دارند که این اختلاف ربطی به سختی طبقاتی ندارد. بلکه بازتابی از نابرابری درآمد است: «بالا و پایین رفتن از یک نردبان کوتاه بسیار آسان‌تر از بالا و پایین رفتن از یک نردبان بلند است.»
در مورد رفاه عمومی، ریچارد رز در سال ۱۹۸۹ پرسید که آیا شواهد نشان می‌دهد که آیا ایالات متحده «در حال تبدیل شدن به سایر دولت‌های رفاهی با اقتصاد مختلط است یا به‌طور فزاینده ای استثنایی.» او در پایان گفت: «در مقایسه با سایر کشورهای صنعتی پیشرفته، آمریکا امروز از نظر کل هزینه‌های عمومی، در اولویت‌های اصلی برنامه و ارزش منافع عمومی استثنایی است.

## انتقاد
مورخ مایکل کامن استدلال می‌کند که انتقاداتی علیه این موضوع در دهه ۱۹۷۰ در پی جنگ ویتنام مطرح شد. به گفته کامن، بسیاری از روشنفکران پس از آن به این نتیجه رسیدند که «آدام آمریکایی بی گناهی خود را از دست داده و جای خود را به گالیور بی‌پناه و لکه دار داده‌است.» تقریباً در همان زمان، تاریخ اجتماعی جدید از تکنیک‌های آماری بر روی نمونه‌های جمعیتی استفاده می‌کرد که به نظر می‌رسید شباهت‌هایی را با اروپا در موضوعاتی مانند تحرک اجتماعی نشان می‌داد. در دهه ۱۹۸۰، مورخان کارگری بر این نکته تأکید داشتند که شکست حزب کارگری در ایالات متحده به این معنی است که آمریکا به‌طور استثنایی برای کارگران مطلوب نیست. در اواخر دهه ۱۹۸۰، دیگر منتقدان دانشگاهی شروع به تمسخر شوونیسم افراطی کردند که با استفاده مدرن از استثناگرایی نشان داده شد. سرانجام، در اواسط دهه ۱۹۸۰، مورخان استعماری در مورد منحصر به فرد بودن تجربه آمریکا در زمینه تاریخ بریتانیا بحث کردند. از سوی دیگر، ویلنتس برای «اشکال متمایز آمریکایی تضاد طبقاتی» استدلال کرد و فونر گفت که «ویژگی متمایز اتحادیه‌گرایی آمریکایی وجود دارد».
سومین ایده استثنایی آمریکا، یعنی برتری، با اتهامات نقص اخلاقی و وجود استانداردهای دوگانه مورد انتقاد قرار گرفته‌است. در استثناگرایی آمریکایی و حقوق بشر (۲۰۰۵)، مفسر کانادایی، مایکل ایگناتیف با این ایده برخورد منفی می‌کند و سه زیرشاخه اصلی را شناسایی می‌کند: «مستثنی‌گرایی» (پشتیبانی از معاهدات تا زمانی که شهروندان ایالات متحده از آن معاف باشند). «استانداردهای دوگانه» (انتقاد از «دیگران به دلیل توجه نکردن به یافته‌های نهادهای بین‌المللی حقوق بشر، اما نادیده گرفتن آنچه سازمان‌ها در مورد ایالات متحده می‌گویند»)، و «انزواگرایی قانونی» (گرایش قضات آمریکایی به نادیده گرفتن سایر حوزه‌های قضایی).

### استثناگرایی به مثابه «مستثنی گرایی»
در طول دولت جورج دبلیو بوش (۲۰۰۱–۲۰۰۹)، این اصطلاح تا حدودی از بافت تاریخی آن انتزاع شده بود. موافقان و مخالفان به‌طور یکسان شروع به استفاده از آن برای توصیف پدیده‌ای کردند که در آن برخی از منافع سیاسی، ایالات متحده را «بالاتر» یا «استثناء» از قانون، به‌ویژه قوانین ملل می‌دانند. (این پدیده کمتر به توجیه منحصربه‌فرد بودن آمریکا می‌پردازد تا دفاع از مصونیت آن در برابر قوانین بین‌المللی) استفاده جدید از این اصطلاح به دلیل تأکید یکجانبه گرایانه آن، باعث گیج شدن موضوع و گل آلود کردن آب شده‌است، و جهت‌گیری واقعی تا حدودی با استفاده‌های قبلی این عبارت متفاوت است. تعداد معینی از کسانی که به «استثنایی گرایی سنتی آمریکایی» یا «استثنایی گرایی سنتی آمریکایی» موافق هستند، این ایده که آمریکا ملتی تقریباً استثنایی تر از دیگران است و از نظر کیفی با بقیه جهان متفاوت است و نقش منحصر به فردی دارد. در تاریخ جهان بازی کنید، همچنین موافقید که ایالات متحده کاملاً تابع قوانین بین‌المللی عمومی است و باید به آن ملزم باشد. در واقع، تحقیقات اخیر نشان می‌دهد که «در میان مردم [ایالات متحده] نشانه‌هایی برای استثنایی بودن آمریکا وجود دارد، اما شواهد بسیار کمی از نگرش‌های یکجانبه».

### طهارت اخلاقی
منتقدانی مانند مریلین یانگ و هاوارد زین استدلال کرده‌اند که تاریخ آمریکا به دلیل بردگی، حقوق مدنی و مسائل رفاه اجتماعی از نظر اخلاقی چنان ناقص است که نمی‌تواند نمونه ای از فضیلت باشد. زین استدلال می‌کند که استثناگرایی آمریکایی نمی‌تواند منشأ الهی داشته باشد زیرا خوش‌خیم نبود، به ویژه در برخورد با بومیان آمریکایی.
دونالد ای پیز استثناگرایی آمریکایی را به عنوان یک «فانتزی دولتی» و یک «اسطوره» در کتاب خود در سال ۲۰۰۹ به نام استثناگرایی جدید آمریکایی مورد تمسخر قرار می‌دهد: "پیز خاطرنشان می‌کند که فانتزی‌های دولتی نمی‌توانند ناسازگاری‌هایی را که پنهان می‌کنند، پنهان کنند، و نشان می‌دهد که چگونه رویدادهایی مانند افشای آزار زندانیان در زندان ابوغریب و افشای بی کفایتی دولت پس از طوفان کاترینا شکاف‌هایی را در اسطوره استثنایی گشود.
راینهولد نیبور، الهی‌دان آمریکایی، استدلال می‌کند که این فرض خودکار که آمریکا برای حق عمل می‌کند، باعث فساد اخلاقی خواهد شد، اگرچه نیبور از سیاست‌های جنگ سرد آمریکا حمایت کرد. موضع او، «رئالیسم مسیحی»، از مفهوم لیبرالی از مسئولیت حمایت می‌کرد که مداخله در کشورهای دیگر را توجیه می‌کرد.
مورخ جان میچم به نمونه‌هایی از رهبر اشاره می‌کند که هم انتخاب‌های اخلاقی خوب و هم بدانجام داده‌اند، در برخی موارد یک فرد موقعیت خود را به سمت بهتر یا بدتر تغییر می‌دهد و در موارد دیگر انتخاب‌های بدانجام شده توسط یک سلف را اصلاح می‌کند.

### استانداردهای دوگانه
مورخان آمریکایی مانند توماس بندر «کوشش می‌کنند تا به احیای استثناگرایی آمریکایی پایان دهند، نقصی که او معتقد است از جنگ سرد به ارث رسیده‌است.» گری دبلیو ریچارد و تد دیکسون استدلال می‌کنند که "چگونه توسعه ایالات متحده همیشه به مبادلات آن با سایر کشورها برای کالاها، ارزش‌های فرهنگی و جمعیت بستگی دارد ." راجر کوهن می‌پرسد: "وقتی هر مشکل بزرگی که با آن روبرو هستید، از تروریسم گرفته تا اشاعه هسته ای و قیمت گاز، نیاز به اقدام مشترک دارد، چقدر می‌توانید استثنایی باشید؟" هارولد کوه «حقوق متمایز، برچسب‌های مختلف، ذهنیت «پروازنده» و استانداردهای دوگانه را متمایز می‌کند. (...) چهره چهارم - استانداردهای دوگانه - خطرناک‌ترین و مخرب‌ترین شکل استثناگرایی آمریکایی را ارائه می‌دهد.» گادفری هاجسون همچنین نتیجه می‌گیرد که «افسانه ملی ایالات متحده خطرناک است». سامانتا پاور مدعی است که «ما نه نمونه درخشان هستیم و نه حتی مداخله‌گران شایسته. یک نسل یا بیشتر طول می‌کشد تا استثنایی‌گرایی آمریکایی را بازیابی کنیم.»

### حمایت ناسازگار از دموکراسی
اگرچه ایالات متحده در مقایسه با اکثر کشورهای اروپایی به‌طور قابل ملاحظه ای دموکراتیک، از نظر سیاسی با ثبات و عاری از جنگ در خاک خود بوده‌است، استثنائات عمده ای وجود داشته‌است، به ویژه جنگ داخلی آمریکا. حتی پس از لغو برده داری، دولت فدرال الزامات بند حفاظت برابر را در رابطه با آفریقایی-آمریکایی‌ها در دوران جیم کرو، و با توجه به حق رای زنان تا نوزدهمین متمم قانون اساسی ایالات متحده در سال ۱۹۲۰ نادیده گرفت. اگرچه بند ضمانت به کنگره این مسئولیت را می‌دهد که از شکل حکومت جمهوری‌خواهانه در ایالت‌ها اطمینان حاصل کند، اما کودتاهای موفق برتری نژاد سفید در دولت‌های محلی در شورش انتخابات ۱۸۷۴ و شورش ویلمینگتون در سال ۱۸۹۸ تحمل شد. (بسیاری از کودتاهای دیگر با موفقیت سرکوب شد)
ارتش ایالات متحده، دیپلمات‌ها، آژانس‌های اطلاعاتی و کمک‌های خارجی برای حفاظت از رژیم‌های دموکراتیک در بسیاری از کشورها از جمله بسیاری از متحدان جنگ جهانی دوم، دموکراسی‌های جهانی اول در طول جنگ سرد و اسرائیل استفاده شده‌اند. در فعالیت‌های تغییر رژیم خود، دموکراسی را به بسیاری از کشورها، گاهی به زور، به ارمغان آورده‌است. اینها شامل دولت‌ها و تحت الحمایه‌های ایجاد شده در مناطق شکست خورده در جنگ جهانی اول، جنگ جهانی دوم و جنگ عراق در سال ۲۰۰۳ است.
ایالات متحده همچنین گاهی از سرنگونی دولت‌های منتخب دموکراتیک در تعقیب اهداف دیگر، معمولاً اقتصادی و ضد کمونیستی، حمایت کرده‌است. اینها عبارتند از کودتای ۱۹۱۳ مکزیک (برخلاف دستور رئیس‌جمهور؛ به دخالت ایالات متحده در انقلاب مکزیک مراجعه کنید)، کودتای ۱۹۴۱ که آرنولفو آریاس را برای تأمین امنیت کانال پاناما برکنار کرد، کودتای ۱۹۵۳ ایران، کودتای ۱۹۵۴ گواتمالا، سرنگونی پاتریس لومومبا در سال ۱۹۶۰ در جمهوری دموکراتیک کنگو و کودتای ۱۹۶۴ برزیل. ایالات متحده حمایت قبلی خود از حکومت نظامی را معکوس کرد و با عملیات حمایت از دموکراسی در ۱۹۹۴–۱۹۹۵ دموکراسی را به هائیتی بازگرداند. یک مطالعه دریافت که ایالات متحده ۸۱ بار در انتخابات خارجی مداخله کرده‌است، بیش از هر کشور دیگری.

### بدعت آمریکایی
در سال ۱۸۹۸، پاپ لئو سیزدهم آنچه را بدعت آمریکایی گرایی می‌دانست در بخشنامه خود گواهی بر حسن نیت ما را محکوم کرد. او استثناگرایی آمریکایی را در حوزه کلیسایی مورد هدف قرار داد و استدلال کرد که این امر در تقابل با نکوهش‌های پاپی از مدرنیسم است. در اواخر قرن نوزدهم، گرایشی برای روحانیون کاتولیک ایالات متحده وجود داشت که جامعه آمریکا را ذاتاً متفاوت از سایر ملل مسیحی بدانند و استدلال کنند که درک دکترین کلیسا باید گسترش یابد تا «تجربه آمریکایی» را دربر گیرد. فردگرایی بیشتر، تحمل ادیان دیگر و جدایی کلیسا از دولت.

### انحطاط پیشگیرانه
هربرت لندن انحطاط پیشگیرانه را به عنوان یک باور پست مدرن تعریف می‌کند: «ایالات متحده یک ملت استثنایی نیست و به موجب تاریخ حق ندارد در صحنه جهانی نقشی متفاوت از سایر ملل ایفا کند». لندن این دیدگاه را به پل کروگمن و دیگران نسبت داد. کروگمن در نیویورک تایمز نوشته بود: "ما همیشه می‌دانستیم که سلطنت آمریکا به عنوان بزرگترین کشور جهان در نهایت به پایان خواهد رسید. با این حال، بسیاری از ما تصور می‌کردیم که سقوط ما، زمانی که اتفاق بیفتد، چیزی بزرگ و غم انگیز خواهد بود.»
بر اساس گزارش ریل‌کلیرپالیتیکس، اعلامیه‌هایی مبنی بر کاهش قدرت آمریکا در رسانه‌های انگلیسی زبان رایج بوده‌است. در سال ۱۹۸۸، فلورا لوئیس گفت: «صحبت از افول ایالات متحده واقعی است به این معنا که ایالات متحده دیگر نمی‌تواند تمام اهرم‌های فرماندهی را بکشد یا تمام صورت حساب‌ها را بپردازد.» به گفته آنتونی لوئیس در سال ۱۹۹۰، اروپایی‌ها و آسیایی‌ها در حال حاضر تأییدی بر سوء ظن خود نسبت به سقوط ایالات متحده پیدا کرده‌اند. تام ویکر با استناد به وابستگی آمریکا به منابع خارجی انرژی و «ضعف‌های اساسی» در ارتش، نتیجه گرفت که «حفظ موقعیت ابرقدرت برای ایالات متحده دشوارتر – تقریباً غیرممکن» می‌شود. در سال ۲۰۰۴، پاتریک بوکانان از «افول و سقوط بزرگ‌ترین جمهوری صنعتی که جهان تا کنون دیده‌است» ابراز تاسف کرد. در سال ۲۰۰۷، متیو پاریس از ساندی تایمز نوشت که ایالات متحده «بیش از حد دراز کشیده‌است» و او به طرز عاشقانه ای دوران ریاست جمهوری کندی را یادآوری کرد، زمانی که «آمریکا بهترین استدلال‌ها را داشت» و می‌توانست از اقناع اخلاقی، به جای زور، استفاده کند تا راه خود را به دست آورد. جهان. هوارد فرنچ، ' اینترنشنال هرالد تریبون، از نقطه نظر خود در شانگهای، نگران «تأثیر اخلاقی رو به کاهش ایالات متحده» بر چین نوظهور است.
فرید زکریا، سردبیر نیوزویک، در کتاب خود، جهان پس از آمریکا، به «دنیای پساآمریکایی» اشاره می‌کند که می‌گوید «دربارهٔ افول آمریکا نیست، بلکه بیشتر دربارهٔ ظهور دیگران است».

### شباهت‌های آمریکا و اروپا
در دسامبر ۲۰۰۹، پیتر بالدوین، مورخ، کتابی منتشر کرد که در آن استدلال می‌کرد که علیرغم تلاش‌های گسترده برای مقابله با «شیوه زندگی آمریکایی» و «مدل اجتماعی اروپایی»، آمریکا و اروپا در بسیاری از شاخص‌های اجتماعی و اقتصادی بسیار شبیه به هم هستند. بالدوین ادعا کرد که طبقه فرودست سیاه‌پوست بسیاری از معدود حوزه‌هایی را تشکیل می‌دهد که در آنها تفاوت فاحشی بین ایالات متحده و اروپا وجود دارد، مانند قتل و فقر کودکان.
مورخ فیلیپه فرناندز-آرمستو استدلال می‌کند که معمولاً تصور می‌شود همه مردم خود را استثنایی می‌دانند. در اغلب مواردی که موضوع مورد بحث قرار گرفته‌است، شباهت‌های بین طرفین درگیری بیشتر از تفاوت‌ها است. چیزهایی مانند «تولید ثروت پویا، دموکراسی، دسترسی به فرصت‌ها، کیش آزادی مدنی، سنت تساهل» و آنچه فرناندز-آرمستو شرارت‌هایی مانند اقتصاد مادی، امتیازات بیش از حد ثروت، و عدم آزادی انتخابی ویژگی استاندارد بسیاری از جوامع مدرن است. با این حال، او می‌افزاید، آمریکا با شدتی که این ویژگی‌ها در آنجا متمرکز شده‌است استثنایی شده‌است.

### اول آمریکا
ممکن است منتقدان شعار سیاسی «اول آمریکا» را به عنوان تجلی آشکار استثناگرایی آمریکا معرفی کنند. چنین منتقدانی ممکن است با بررسی استثناگرایی آمریکایی به عنوان مهم‌ترین عامل شکل‌دهنده هویت سیاسی آمریکایی، بیشتر ادعا کنند که این نگرش یک قدرت نرم در ایالات متحده است که به‌طور نامتناسبی بر اولویت منافع آمریکا تأکید می‌کند.»

## جلوه‌ها
منتقدان استثناگرایی آمریکایی استدلال می‌کنند که این امر منجر به برخی از گسترش‌هایی شده‌است که در طول قرن ۱۸ و ۱۹ در قاره آمریکا دیده می‌شود. دبورا مدسن استدلال کرد که اثرات استثناگرایی آمریکا در طول زمان تغییر کرده‌است، از الحاق سرزمین‌های بومی آمریکا و سپس به ایده‌های سرنوشت آشکار (که شامل جنگ مکزیک و آمریکا و خرید زمین در قرن ۱۹ می‌شود).
مدسن همچنین از فردریک داگلاس، یک سیاه‌پوست برجسته الغا، قبل و در طول جنگ داخلی آمریکا (۱۸۶۱–۱۸۶۵) استناد کرد، که استدلال کرد که ایده استثناگرایی آمریکایی پوچ است زیرا ماهیت ذاتی برده‌داری هنوز در آن زمان وجود داشت.
منتقدان استثناگرایی آمریکایی استدلال کرده‌اند که طبقه سیاسی دو حزبی معتقد است که یکی از اهداف ایالات متحده گسترش دموکراسی به کشورهایی است که تحت حکومت‌های ظالم هستند. این را می‌توان در تهاجم معاصر ۲۰۰۱ به افغانستان و تهاجم سال ۲۰۰۳ به عراق مشاهده کرد.

### کتابشناسی - فهرست کتب
- Bacevich, Andrew (2008). The Limits of Power: The End of American Exceptionalism. Metropolitan Books. ISBN 978-0-8050-8815-1.
- Bender, Thomas (2006). A Nation Among Nations: America's Place in World History. Hill & Wang. ISBN 978-0-8090-9527-8.
- Cheney, Dick and Liz Cheney (2015). Exceptional: Why the World Needs a Powerful America. Threshold Editions. ISBN 978-1-5011-1541-7.
- Churchwell, Sarah. Behold, America: The Entangled History of 'America First' and 'the American Dream' (2018). 368 pp. online review
- Dollinger, Marc. "American Jewish Liberalism Revisited: Two Perspectives Exceptionalism and Jewish Liberalism". American Jewish History (2002) 90#2 pp. 161+.
- Dworkin, Ronald W. (1996). The Rise of the Imperial Self. Rowman & Littlefield Publishers. ISBN 978-0-8476-8219-5.
- Hilfrich, Fabian (2012). Debating American Exceptionalism: Empire and Democracy in the Wake of the Spanish–American War. Palgrave Macmillan. ISBN 978-0-230-39289-2.
- Hodgson, Godfrey (2009). The Myth of American Exceptionalism. Yale University Press. ISBN 978-0-300-12570-2.
- Hughes, David. "Unmaking an exception: A critical genealogy of US exceptionalism." Review of International Studies (2015) 41#3 pp. 527–51
- Madsen, Deborah L. (1998). American Exceptionalism. University Press of Mississippi. ISBN 978-1-57806-108-2.
- Glickstein, Jonathan A. American Exceptionalism, American Anxiety: Wages, Competition, and Degraded Labor In The Antebellum United States (2002)
- Ferrie, Joseph P. The End of American Exceptionalism: Mobility in the US Since 1850, Journal of Economic Perspectives (Summer, 2005)
- Hellerman, Steven L. and Andrei S. Markovits (2001). Offside: Soccer and American Exceptionalism. Princeton University Press. ISBN 978-0-691-07447-4.
- Ignatieff, Michael, ed. (2005). American Exceptionalism and Human Rights. Princeton University Press. ISBN 978-0-691-11647-1.
- Kagan, Robert (2003). Of Paradise and Power: America and Europe in the New World Order. Knopf. ISBN 978-1-4000-4093-3.
- Kammen, Michael. "The problem of American exceptionalism: A reconsideration." American Quarterly (1993) 45#1 pp. 1–43. online
- Koh, Harold Hongju. "On American Exceptionalism" 55 Stan. L. Rev. 1479 (2003) online
- Krugman, Paul (2007). The Conscience of a Liberal. W. W. Norton. ISBN 978-0-393-06069-0.
- Lang, Andrew F. A Contest of Civilizations: Exposing the Crisis of American Exceptionalism in the Civil War Era (U of North Carolina Press, 2021).
- LeBlanc, Paul and Tim Davenport (eds.), The "American Exceptionalism" of Jay Lovestone and His Comrades, 1929–1940: Dissident Marxism in the United States, Volume 1. Leiden, NL: Brill, 2015.
- Libby, Ronald T. , The Church of Woke Vs. American Exceptionalism: The Struggle Over America's Ciivil Religion, 2023.
- Lipset, Seymour Martin (1997). American Exceptionalism: A Double-Edged Sword. W. W. Norton & Company. ISBN 978-0-393-31614-8.
- Lipset, Seymour Martin. The First New Nation. Basic Books, 1955.
- Lipset, Seymour Martin. "Still the Exceptional Nation?" The Wilson Quarterly. 24#1 (2000) pp. 31+
- Lloyd, Brian. Left Out: Pragmatism, Exceptionalism, and the Poverty of American Marxism, 1890–1922. Johns Hopkins University Press, 1997.
- Noble, David (2002). Death of a Nation: American Culture and the End of Exceptionalism. University of Minnesota Press. ISBN 978-0-8166-4080-5.
- Restad, Hilde Eliassen, "Old Paradigms in History Die Hard in Political Science: U.S. Foreign Policy and American Exceptionalism", American Political Thought (Notre Dame), (Spring 2012), 1#1 pp. 53–76.
- Ross, Dorothy. Origins of American Social Science. Cambridge University Press, 1991.
- Ross, Dorothy. "American Exceptionalism" in A Companion to American Thought. Richard W. Fox and James T. Kloppenberg, eds. London: Blackwell Publishers Inc. , 1995: 22–23.
- Schuck, Peter H. , Wilson, James Q., Eds. Understanding America: The Anatomy of an Exceptional Nation, 704 pp, 2008, شابک ‎۹۷۸−۱−۵۸۶۴۸−۵۶۱−۰
- Shafer, Byron E. , ed. Is America Different?: A New Look at American Exceptionalism (1991) endorses exceptionalism
- Soderlind, Sylvia, and James Taylor Carson, eds. American Exceptionalisms: From Winthrop to Winfrey (State University of New York Press; 2012) 268 pp; essays on the rhetoric of exceptionalism in American history, from John Winthrop's "city upon a hill" to the "war on terror".
- Swirski, Peter. American Utopia and Social Engineering in Literature, Social Thought, and Political History. New York, Routledge (2011)
- Tilman, Rick. "Thorstein Veblen's Views on American 'Exceptionalism': An Interpretation". Journal of Economic Issues. 39#1 2005. pp. 177+.
- Tomes, Robert. "American Exceptionalism in the Twenty-First Century". "Survival." 56#1. pp. 26–50.
- Turner, Frederick Jackson (1999).  Richard W. Etulain (ed.). The Significance of the Frontier in American History, in Does The Frontier Experience Make America Exceptional?.
- Tyrrell, Ian. "American Exceptionalism in an Age of International History", American Historical Review Vol. 96, No. 4 (Oct. , 1991), pp. 1031–55 in JSTOR
- Voss, Kim. The Making of American Exceptionalism: The Knights of Labor and Class Formation in the Nineteenth Century (1993)
- Wilentz, Sean. Against Exceptionalism: Class Consciousness and the American Labor Movement, 1790–1820, 26 Int'l Lab. & Working Class History 1 (1984)
- Wrobel, David M. (1996). The End Of American Exceptionalism: Frontier Anxiety From The Old West To The New Deal. University Press of Kansas. ISBN 978-0-7006-0561-3.